# Visto così
Visto così è un album del cantautore italiano Mango del 1999.

## Il disco
Prima raccolta ufficiale di Mango, contiene due inediti: Amore per te e Non dormire più. Amore per te ebbe grande successo, ne fu tratto un videoclip e scelta come sigla della telenovela Libera di amare (1999). Da menzionare anche la reinterpretazione di Io nascerò, originariamente scritta per Loretta Goggi e da lei cantata come sigla d'apertura del Festival di Sanremo 1986. Altri rifacimenti sono Oro, Lei verrà, La rosa dell'inverno e Come l'acqua, riproposta con inserti del brano Ederlezi interpretati dal quartetto Faraualla.

## Tracce
1. Amore per te (P. Mango, A. Mango, P. Panella) (inedito) - 4:00
2. Non dormire più (P. Mango, A. Mango, P. Panella) (inedito) - 4:18
3. Oro (P. Mango, Mogol) (versione 1999) - 5:06
4. Come l'acqua (P. Mango, Mogol) (versione 1999) - 4:49
5. Io nascerò (P. Mango, A. Salerno, L. Goggi) (versione cover per Mango) - 3:46
6. Lei verrà (P. Mango, A. Salerno) (versione 1999) - 4:48
7. La rosa dell'inverno (P. Mango, A. Salerno) (versione 1999) - 3:36
8. Bella d'estate (P. Mango, L. Dalla) (1987) - 5:02
9. Nella mia città (P. Mango, Mogol) (1990) - 4:31
10. Mediterraneo (P. Mango, Mogol) (1992) - 3:55
11. Come Monna Lisa (P. Mango, Mogol) (1990) - 4:41
12. Sirtaki (P. Mango, Mogol) (1990) - 4:15
13. Australia (P. Mango, Mogol) (1985) - 4:33
14. Giulietta (P. Mango, A.Mango) (1994) - 6:01
15. Dove vai (P. Mango, A. Mango) (1995) - 4:39
16. Primavera (P. Mango, A. Mango) (1997) - 5:25

## Classifiche
| Classifica (1999) | Posizione massima |
| ----------------- | ----------------- |
| Italia            | 3                 |

### Classifiche di fine anno
| Classifica (1999) | Posizione |
| ----------------- | --------- |
| Italia            | 18        |

## Formazione
- Mango: voce
- Rocco Petruzzi: tastiera, programmazione
- Graziano Accinni: chitarra
- Nello Giudice: basso
- Giancarlo Ippolito: batteria

## Altri musicisti
- In Come l'acqua le Faraualla eseguono l'intervento vocale tratto da Ederlezi di Goran Bregović
- In Io nascerò si ringrazia per la partecipazione Laura Valente

Amore per te, Non dormire più
- Arrangiamenti: Celso Valli, Rocco Petruzzi
- Produzione e realizzazione: Celso Valli
- Registrato e masterizzato alla Fonoprint Bologna da Luca Bignardi
- Assistente: Marco Borsatti
- Mixage: Luca Bignardi

Oro, Come l'acqua, Io nascerò, Lei verrà, La rosa dell'inverno
- Produzione e arrangiamenti: Rocco Petruzzi
- Registrato allo Studio Oro di Lagonegro da Max Carola
- Assistente: Luigi Piciocchi
- Missaggio: Lorenzo Cazzaniga al Logic Milano
- Assistente: Gabriele Gigli
- Masterizzato al Nautilus Milano da Antonio Baglio
- Assistenza tecnica: Michele Zullo (La Cicala), Pierangelo Troiano Artwork Flora Sala Anastasia